# Rolf Clarkson
Rolf Allan Clarkson (i riksdagen kallad Clarkson i Helsingborg), född 18 januari 1923 i Helsingborg, död 20 december 2005 i Helsingborg (Filborna), var en svensk livsmedelskemist, företagare och politiker.

## Biografi
Clarkson var i sin ungdom ledare för den nazistiska organisationen Fosterländsk Enad Ungdom, och framträdde som 18-åring i den rollen i Helsingborg 1941.
Han tog ingenjörsexamen i Örebro och studerade sedan livsmedelskemi vid KTH i Stockholm. Han blev därefter driftsingenjör vid faderns företag AB Chokladfabriken Coralli, som han så småningom övertog och blev dess vd. Vid sidan av rollen som företagare ägnade han sig åt politik, bland annat som ordförande för Helsingborgs-moderaterna 1964–1984 och Helsingborg-Landskrona 1984–1986, moderaterna i fyrstadskretsen 1968–1986 och stadsrevisionen i Helsingborg. Så småningom sålde han företaget för att ägna sig åt politik på heltid.
Clarkson var riksdagsledamot för Högerpartiet/Moderaterna 1969–1994 och vice ordförande i trafikutskottet 1979–1994. Hans insatser inom trafik- och kommunikationspolitiken gjorde att han kom att få ett antal styrelseuppdrag inom kommunikationsområdet. Han var styrelseledamot i Svenska SAS 1980–1995, Luftfartsverket 1977–1989, Transportrådet 1980–1990, Statens Järnvägar 1984–1988 och Banverket 1988–1995 samt ordförande i styrelsen för Svensk Bilprovning 1992–1995. Han deltog också i ett antal utredningar med trafikpolitisk anknytning.
Han var ledamot av styrelsen för Helsingborgs Dagblad 1964–1996.
Han var vidare ledare för en rad delegationer till utlandet, bland annat Kamerun, Indien, Australien, Taiwan och Sydafrika, samt var svensk delegat vid FN:s generalförsamling i New York 1979–1982. Han företrädde även den svenska delegationen vid World Anti-Communist Leagues världskongress i Taipei 1996.